# Темерин (община)
Общи́на Темерин (серб. Општина Темерин) — община в Сербії, в складі Південно-Бацького округу автономного краю Воєводина. Адміністративний центр общини у Воєводині — містечко Темерин.

## Населення
Згідно з даними перепису 2007 року в общині проживало 28 287 осіб, з них:
- серби — 19 112 — 67,56 %;
- мадяри — 7460 — 26,37 %;

Решту жителів  — зо два десятка різних етносів, зокрема: югослави, хорвати, чорногорці, німці. Загалом, русинів-українців налічується більше 2000 осіб, але чимало з них уже асимілювалося.
| Рік  | Населення, люд. |
| ---- | --------------- |
| 1991 | 26 711          |
| 2001 | 27 947          |
| 2002 | 28 320          |
| 2003 | 28 336          |
| 2004 | 28 311          |
| 2005 | 28 309          |
| 2006 | 28 300          |
| 2007 | 28 273          |

## Населені пункти

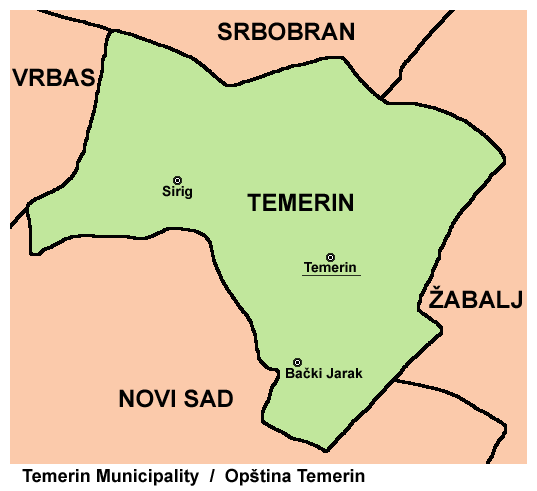

Община утворена з 3 населених пунктів (з них 1 місто — центр общини):
| Населений пункт | Сербська назва (cirill) | Угорська назва (latin) | Населення (2011) |
| --------------- | ----------------------- | ---------------------- | ---------------- |
| Сириг           | Сириг                   | Szőreg                 | 3006             |
| Темерин         | Темерин                 | Temerin                | 20078            |
| Бачки-Ярок      | Бачки Јарак             | Tiszaistvánfalva       | 5785             |